# Международный аэропорт Аль-Мактум

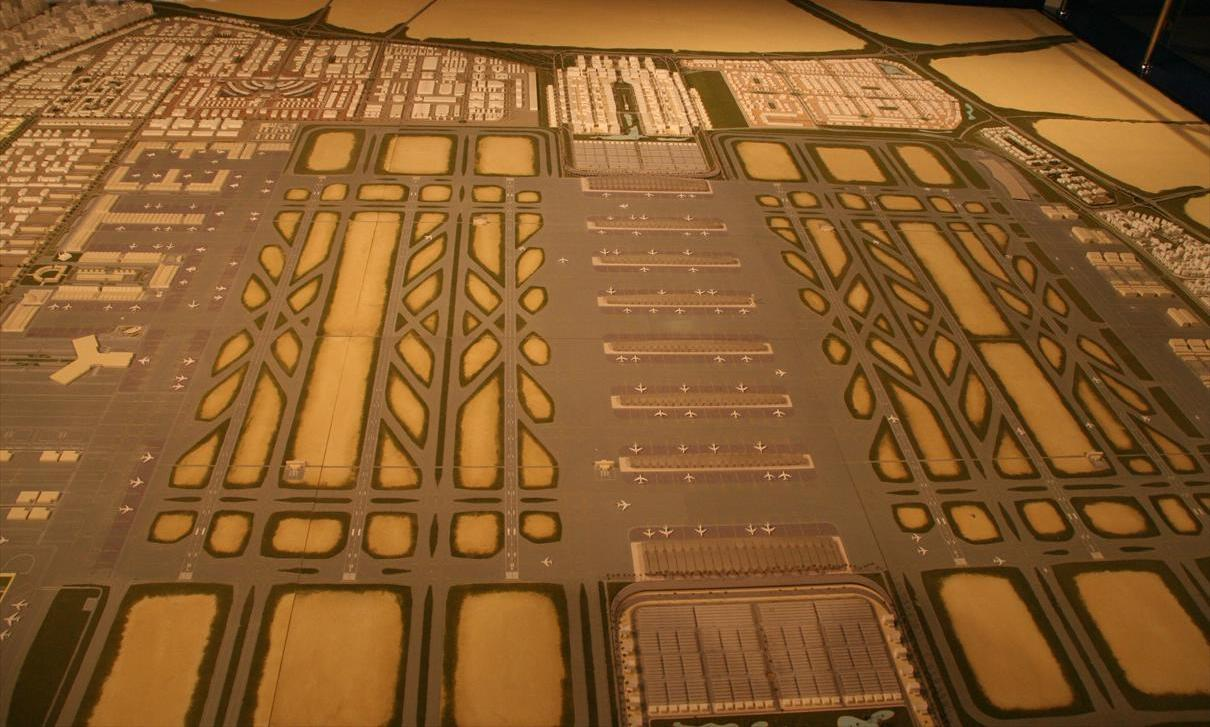
Масштабная модель аэропорта (2006 год)

Международный аэропорт Аль-Мактум (англ. Al Maktoum International Airport) (ИАТА: DWC, ИКАО: OMDW) — аэропорт в Дубае (ОАЭ). Расположен в районе Dubai World Central. Открыт 27 июля 2010 года. Своё название получил в честь правящей семьи Дубай, из которой происходил покойный шейх Дубай Мактум ибн Рашид аль-Мактум. Находится в южной части города Дубай, в 45 километрах южнее аэропорта Дубай.
Пропускная способность узла после окончания строительства должна составить 160 млн пассажиров в год и 12—14 млн тонн грузов в год.

## История
Аэропорт планировали открыть уже в 2008 году, но сроки постоянно сдвигались. До конца 2007 года аэропорт успел сменить несколько рабочих имен: «Jebel Ali International Airport», «Jebel Ali Airport City» и «Dubai World Central International Airport», а своё официальное имя получил в ноябре 2007.

### Завершение первой фазы строительства
27 июня 2010 года завершилась первая фаза ввода аэропорта в эксплуатацию. Первыми авиакомпаниями, получившим обслуживание в новом аэропорту, стали Rus Aviation, Skyline и Aerospace Consortium. По итогам завершения первой фазы в аэропорту запущена одна взлетно-посадочная полоса, способная принимать самолёты А380, 64 места для стоянки самолётов, один грузовой терминал, пропускной способностью до 250 тысяч тонн груза в год и пассажирский терминал, который после запуска сможет обслужить около пяти млн пассажиров в год.

### Начало эксплуатации
23 февраля 2011 года Управление гражданской авиации ОАЭ (GCAA) завершило проверку мер защиты и обеспечения безопасности, стандартных оперативных процедур и общий осмотр аэропорта Al Maktoum International, после чего выдало сертификат, подтверждающий право обслуживания воздушных перевозок общего назначения, как грузовых, так и пассажирских.

### Завершение строительства
Завершение строительства планировалось на 2015 год. После него аэропорт Аль-Мактум должен был получить пять ВПП, четыре аэровокзала и сможет стать крупнейшим в мире по обороту грузов и пассажиров. Однако по состоянию на 2021 год в аэропорту действует только одна ВПП.